# Gisela Kessler
Gisela Kessler (* 31. Dezember 1935 in Frankfurt am Main; † 14. Mai 2014 in Nürnberg) war eine deutsche Gewerkschafterin. Sie war stellvertretende Vorsitzende der IG Medien. Bekannt wurde sie durch ihren Einsatz für die Heinze-Frauen.

## Beruflicher Werdegang
Gisela Kessler erlernte bei der Post in Frankfurt am Main den Beruf der Kontoristin. Dort war sie Jugendvertreterin und später stellvertretende Personalratsvorsitzende der Deutschen Bundespost. 1965 wurde sie schwanger und zog ihren Sohn mit Unterstützung ihrer Mutter groß. Die Gewerkschaft schickte sie 1966 zu einem Jahresstudium an die Akademie der Arbeit in Frankfurt. Von 1967 bis 1971 war sie DGB-Gewerkschaftssekretärin im Rechtsschutz (Arbeitsrecht) in Wiesbaden und vertrat hunderte Arbeitnehmer vor Arbeitsgerichten. In der Gewerkschaftsschule in Springen hielt sie Seminare über Rechtsfragen. Von 1971 bis 1991 war sie Frauensekretärin im Hauptvorstand der IG Druck und Papier und bis 1995 stellvertretende Vorsitzende der IG Medien – danach in ver.di.

Ab 1979 organisierte Kessler die Solidaritätsbewegung mit den Heinze-Frauen und deren Kampf um gleichen Lohn für gleiche Arbeit. 29 weibliche Angestellte aus der Abteilung Filmentwicklung der Gelsenkirchener Firma Photo Heinze klagten auf gleichen Lohn für gleiche Arbeit. Der Fall erregte bundesweites Aufsehen. Mit einer Unterschriftenliste, die 45.000 Namen enthielt, wurden die Frauen unterstützt. Die Heinze-Frauen gewannen den aufsehenerregenden Arbeitsgerichts-Prozess 1981 in letzter Instanz. Kessler sagte nach dem Urteil: 

„Jetzt sind die Kolleginnen in den Betrieben gefordert. Die Betriebsräte müssen die Übertarife prüfen unter dem Gesichtspunkt der Gleichbehandlung. Wenn Diskriminierung auftaucht, muß erstmal im Betrieb gekämpft werden, notfalls aber auch mit weiteren Prozessen.“

In seinem Nachruf schreibt Detlef Hensche: 

„Ohne ihre kollegiale Begleitung wäre der Prozess der Heinze-Frauen nicht ein solcher Erfolg beschieden gewesen. Diese Offenheit und Nähe zu den Menschen war es auch, die Kesslers Beitrag in anderen Bezügen weit über ihre Zuständigkeit als Frauensekretärin hinaus unentbehrlich machte. Kein Arbeitskampf an dessen Vorbereitung und kritischer Nachlese sie nicht entscheidenden Anteil hatte. Die Orientierung auf die 35-Stunden-Woche, die sensible Aufnahme der differenzierten Zeitwünsche von Frauen, von Teilzeitbeschäftigten von Schichtarbeitern wären ohne ihre zahlreichen Impulse kaum denkbar gewesen.“

1980 gehörte Gisela Kessler zu den Ersten, die den Krefelder Appell gegen die Stationierung von Pershing-II-Raketen und Marschflugkörpern in Mitteleuropa unterzeichneten.
Kessler war Mitglied der DKP. 2004 eröffnete sie den 1. Bundeskongress des Vereins WAsG. 2005 war sie Gründungsmitglied der Partei WASG und wurde Mitglied im Landesvorstand Bayern. Sie
war zudem stellvertretende Vorsitzende des Ältestenrates der Partei Die Linke.
Gisela Kessler starb am 14. Mai 2014.